# 張祐
張 祐（ちょう ゆう、438年 - 486年）は、北魏の宦官。字は安福。本貫は安定郡石唐県。

## 経歴
扶風郡太守の張成の子として生まれた。太武帝の末年に、張成が事件に連座して処刑され、張祐は腐刑に処された。諸官を歴任して曹監・中給事に上り、黎陽男の爵位を受けた。しばらくして散騎常侍に転じ、都綰内蔵曹をつとめた。文明太后が臨朝称制すると、張祐は中官として重用され、特別に抜擢されて尚書となり、安南将軍の号を加えられ、隴東公に爵位を進めた。ほどなく監都曹となり、侍中の任を加えられ、王叡らとともに八議に入った。文明太后にその忠誠を賞賛され、かれのために一級の邸宅が造られた。邸宅が完成すると、孝文帝と文明太后は文武の諸官を率いて訪問し、宴会を開いた。479年（太和3年）、散騎常侍・鎮南将軍・尚書左僕射に任じられ、新平王に爵位を進めた。宮中に出入りすること二十数年におよび、そのあいだ過失を咎められることもなく、多大な賞賜を受けて、家には巨万の財産を重ねた。王質ら17人とともに金券を賜り、死罪に処されない特権を許された。486年（太和10年）、死去した。享年は49。征南大将軍・司空公の位を追贈された。諡は恭といった。
養子の張献明は、後に慶と名を改め、江陽王元継の娘を妻に迎え、隴東侯・衛尉少卿・高平鎮将となった。

## 伝記資料
- 『魏書』巻94 列伝第82
- 『北史』巻92 列伝第80